# Konstantin Tsakalidis
Konstantin Tsakalidis (* 1966 in Sigmaringen) ist ein deutscher Regisseur und Choreograph.
Seine ersten Erfahrungen als Schauspieler machte er bereits als Jugendlicher auf der Waldbühne Sigmaringendorf. Später spielte und inszenierte Tsakalidis unter anderem am Stadttheater Konstanz, am Staatsschauspiel Dresden, dem Theater Junge Generation in Dresden sowie im Rahmen seiner Ausbildung am Trinity College of Music in London.
Seit 1992 entwickelt Tsakalidis Choreografien für zeitgenössischen Tanz, Theater, Musicals, Film und Fernsehen.
Er bildet außerdem Nachwuchs in Choreographie aus und gibt Schauspiel- und Tanzkurse.

## Werke
Im Jahr 2009 schrieb Tsakalidis den Text für das Musical „Der Zauber der Nacht“ und war für dieses Projekt Regisseur und Choreograph.
2008 präsentierte er im Rahmen der „Galarena-Weihnachtsshow“ ein zweistündiges Programm in Zug und umrahmte BMW-Präsentationen in der gesamten Schweiz.
Er inszenierte mit 55 Laientänzern eine vielbeachtete Aufführung der Oper Carmen.
Mit dem Stück „Close up“, einem Tanztheater, das im Konstanzer Kulturzentrum aufgeführt wurde, war Tsakalidis ebenso für den Stuttgarter Theaterpreis nominiert, wie ein Jahr zuvor mit einer Adaption von Schillers Die Räuber.
Er inszenierte in Zusammenarbeit mit der Südwestdeutschen Philharmonie das Musical West Side Story und brachte zahlreiche andere Musicals wie HAIR, ROCKY HORROR, CATS etc. zur Aufführung.
In Zusammenarbeit mit Art&Stage präsentierte sich Tsakalidis mit einem Ensemble in Lissabon bei der Weltpremiere des Mercedes-Benz und realisierte zahlreiche Events für Firmen.
In den 90er Jahren leitete er mehrere Tanzensembles in Dresden, unter anderem für das Staatsschauspiel und choreographierte für Film und Fernsehen.
Während seiner Zeit in London tanzte Tsakalidis in verschiedenen Ensembles und wirkte im Kinofilm „Estifan Fish“ mit.